# 1354
1354. је била проста година.

## Догађаји

### Новембар
- 29. новембар — После смрти Јоаникија II, првог патријарха српског, цар Душан је у Серу сазвао сабор „српски и грчки“ који је  изабрао за архиепископа пећког и патријарха српског Саву IV.

## Смрти
- Свети Јоаникије II, архиепископ и патријарх српски